# 锡特罗内尔 (阿拉巴马州)
锡特罗内尔（英文：Citronelle），是美国阿拉巴马州下属的一座城市。面积约为25.73平方英里（约合66.65平方公里）。根据2010年美国人口普查，该市有人口3,905人，人口密度为151.74/平方英里（约合58.59/平方公里）。